# Opatkowiczki
Opatkowiczki [pronunciación en polaco: /ɔpatkɔˈvit͡ʂki/] es un pueblo en el distrito administrativo de Gmina Czarnocin, dentro del Distrito de Kazimierza, Voivodato de Świętokrzyskie, en el sur de Polonia. Él mentiras aproximadamente 3 kilómetros al sudoeste de Czarnocin, 7 kilómetros al norte de Kazierza Wielka, y 62 kilómetros al sur de la capital regional, Kielce. 
En 2011, el pueblo tenía 70 hombres y 83 mujeres, para una población total de 153 habitantes.